# Våra första Västindienfarare
Våra första Västindienfarare är en bok av K-G Olin utgiven 1990. Boken handlar om Sveriges västindiska koloni S:t Barthélemy (1784–1878) och framför allt om de finländare som var involverade i koloniseringen.
Våra första Västindienfarare är uppbyggd kring ett antal människoöden som på ett eller annat sätt kan kopplas till Svenska S:t Barthélemy och de allra flesta av dessa har på ett eller annat vis anknytning till Finland. Ett exempel är den första guvernören Salomon von Rajalin som härstammade från finsk släkt. Boken berättar parallellt om händelser i moderlandet som knyts samman med händelser i kolonin.
Boken föregicks av ett omfattande forskningsarbete och två resor till Västindien och Sydamerika.

## Mottagande
Vasabladets recensent Bertel Nygård lyfter fram att någon kritiserat Olin för att göra sig skyldig till stilbrott då han kallar två förvisade män "värstingar". Nygårds reaktion var motsatt, han berömde Olins sätt att kunna berätta på tvären och ge en språklig nyckel åt läsaren så att denne kan glida tvåhundra år bakåt i tiden och förstå åtminstone hur författaren själv ser på dessa män. Nygård som berömde Olins konst att kunna berätta parallellt i rummet menade att boken kunde innehålla ännu mera tvärspråk och att det på vissa ställen blir väl konventionellt. Våra första Västindienfarare är som projekt djupt imponerande, skrev Nygård. Han berömmer bokens layout och skriver "Boken är så fin att man får börja leta språk- och tryckfel för att hitta något att klanka på, och då är man redan inne i den magsura sektorn."